# Георг Вилхелм (Лайнинген-Дагсбург)
Георг Вилхелм фон Лайнинген-Дагсбург (на немски: Georg Wilhelm von Leiningen-Dachsburg-Falkenburg * 8 март или 8 август 1632 в Хайдесхайм ам Рейн; † 19 юли 1672 в Оберщайн) е граф на Лайнинген-Дагсбург-Фалкенбург-Хайдесхайм.
Той е син на граф Емих XIII фон Лайнинген-Дагсбург-Фалкенбург-Хайдесхайм (1612 – 1657) и първата му съпруга графиня Христиана фон Золмс-Лаубах (1607 – 1638), дъщеря на граф Алберт Ото I фон Золмс-Лаубах (1576 – 1610) и ландграфиня Анна фон Хесен-Дармщат (1583 – 1631). По-голям полубрат е на Емих Христиан (1642 – 1702) и Йохан Лудвиг (1643 – 1687).
Георг Вилхелм умира на 19 юли 1672 г. на 35 години.

## Фамилия
Георг Вилхелм се жени за графиня Анна Елизабет фон Даун-Фалкенщайн (* 1 януари 1636; † 4 юни 1685 в дворец Бройч, Мюлхайм), дъщеря на граф Вилхелм Вирих фон Даун-Фалкенщайн-Лимбург (1613 – 1682) и графиня Елизабет фон Валдек-Вилдунген (1610 – 1647). Те имат децата:
- Георг Вилхелм Емих
- Вилхелмина Елизабет (1659 – 1733), омъжена I. на 6 май 1691 г. за граф Йохан Лудвиг фон Золмс-Хоензолмс (1646 – 1707), II. на 17 март 1709 г. за граф Вилхелм Мориц I фон Изенбург-Бирщайн (1657 – 1711)
- Йохан Карл Август (1662 – 1698), женен на 24 ноември 1685 г. за графиня Йохана Магдалена фон Ханау-Лихтенберг (1660 – 1715)
- Поликсена Юлиана (1663 – 1725)
- Христиан Георг Лудвиг (1665 – 1666)

Вдовицата му Анна Елизабет се омъжва втори път 1672 г. за Георг Фридрих, вилд-и рейнграф фон Кирбург († 1681).